# Gol de Peixinho (futebol)
Gol de peixinho é um movimento realizado no futebol. É executado no momento em que o jogador dá um mergulho, quase rente ao relvado, para cabecear.

## História
No dia 2 de outubro de 1960, o São Paulo Futebol Clube realizou a estreia do Morumbi em amistoso contra o Sporting, de Portugal, e venceu por 1 a 0. O único gol da partida foi anotado pelo ponta-direita Peixinho, que executou o movimento de se lançar de cabeça em direção a uma bola que vinha muito baixa - o que pareceu ser um mergulho; então, os narradores da época somente informaram que o gol tinha sido de Peixinho, assim o movimento foi batizado.